# Élections législatives de 1973 à Saint-Pierre-et-Miquelon
Les élections législatives françaises de 1973 se déroulent le 4 mars. Dans le territoire du Saint-Pierre-et-Miquelon, un député est à élire dans le cadre d'une circonscription.

## Élus
| Circonscription        | Député sortant            | Parti | Parti | Député élu ou réélu | Parti | Parti         |
| ---------------------- | ------------------------- | ----- | ----- | ------------------- | ----- | ------------- |
| Circonscription unique | Jacques-Philippe Vendroux |       | UDR   | Frédéric Gabriel    |       | Divers droite |

## Résultats

### Résultats à l'échelle du territoire
|                       | Divers droite                     | 1 222 | 56,11  | 1 |  |  |
|                       | Républicains indépendants         | 956   | 43,89  | 0 |  |  |
|                       | Union des républicains de progrès | 2 178 | 100,00 | 1 |  |  |
|                       |                                   |       |        |   |  |  |
| Inscrits              | Inscrits                          | 3 476 | 100,00 | 1 |  |  |
| Abstentions           | Abstentions                       | 919   | 26,44  |   |  |  |
| Votants               | Votants                           | 2 557 | 73,56  |   |  |  |
| Blancs et nuls        | Blancs et nuls                    | 379   | 14,82  |   |  |  |
| Exprimés              | Exprimés                          | 2 178 | 85,18  |   |  |  |
| Source : Data.gouv.fr |                                   |       |        |   |  |  |

### Résultats par circonscription
| | Frédéric Gabriel-Sabatier élu | Divers droite  | 1 222 | 56,11  |  |  |  |
| | Georges Poulet                | RI (URP)       | 956   | 43,89  |  |  |  |
| |                               |                |       |        |  |  |  |
| Inscrits | Inscrits                      | Inscrits       | 3 476 | 100,00 |  |  |  |
| Abstentions | Abstentions                   | Abstentions    | 919   | 26,44  |  |  |  |
| Votants | Votants                       | Votants        | 2 557 | 73,56  |  |  |  |
| Blancs et nuls | Blancs et nuls                | Blancs et nuls | 379   | 14,82  |  |  |  |
| Exprimés | Exprimés                      | Exprimés       | 2 178 | 85,18  |  |  |  |
| Source : France, Ministère de l'intérieur. Les Elections législatives . Métropole., la Documentation française, 1974 (lire en ligne) |                               |                |       |        |  |  |  |